# Ellinikós Telikós
L'Ellinikós Telikós (in greco: Ελληνικού Τελικού) è stato un festival canoro utilizzato come  selezione nazionale per il rappresentante greco all'Eurovision Song Contest.

## Storia
L'ERT è stata una delle prime emittenti radiotelevisive ad entrar a far parte dell'Unione europea di radiodiffusione.
Dopo la dittatura militare e la rivolta del Politecnico di Atene, la Grecia ha debuttato nell'edizione del 1974 con Marinella e la sua Krasi, thalassa kai t' agori mu.
La selezione nazionale è stata organizzata dal 1979, e si è tenuta ogni anno in corrispondenza con le partecipazioni greche all'ESC. Quando l'ERT è stata sostituita temporaneamente dalla NERIT, il festival si è tenuto con nome e format differenti, ed è stato organizzato da MAD TV, emittente televisiva privata greca. 
L'Ellinikós Telikós è ripreso nel 2017 con la selezione del brano dato che l'artista è stata selezionata internamente dall'emittente televisiva.
Nel 2018 era prevista una nuova edizione della selezione nazionale, ma a causa della squalifica di quattro dei cinque partecipanti l'evento non ebbe luogo.

## Edizioni
| Anno                                    | Vincitore                    | Titolo                | Risultato all'ESC |
| --------------------------------------- | ---------------------------- | --------------------- | ----------------- |
| 1979                                    | Elpida                       | Sokratis              | 8º                |
| 1980                                    | Anna Vissi & Epikouri        | Autostop              | 13º               |
| Nessuna partecipazione dal 1981 al 1982 |                              |                       |                   |
| 1983                                    | Kristi Stassinopolou         | Mou les               | 14º               |
| Nessuna partecipazione dal 1984 al 1985 |                              |                       |                   |
| 1986                                    | Polina                       | Wagon-lit             | Ritirata          |
| 1987                                    | Bang                         | Stop                  | 10º               |
| 1988                                    | Afroditi Frida               | Clown                 | 17º               |
| 1989                                    | Mariana Efstratiou           | To diko sou asteri    | 9º                |
| 1990                                    | Christos Callow & Wave       | Horis Skopo           | 19º               |
| 1991                                    | Sophia Vossou                | I anoixi              | 13º               |
| Nessuna partecipazione dal 1992 al 1997 |                              |                       |                   |
| 1998                                    | Thalassa                     | Mia krifi evaisthisia | 20º               |
| Nessuna partecipazione dal 1999 al 2000 |                              |                       |                   |
| 2001                                    | Antique                      | (I Would) Die for You | 3º                |
| 2002                                    | Michalis Rakintzis           | S.A.G.A.P.O.          | 17º               |
| 2003                                    | Mando                        | Never Let You Go      | 17º               |
| Nessuna edizione nel 2004*              |                              |                       |                   |
| 2005                                    | Helena Paparizou             | My Number One         | 1º                |
| 2006                                    | Anna Vissi                   | Everything            | 9º                |
| 2007                                    | Sarbel                       | Yassou Maria          | 7°                |
| 2008                                    | Kalomira                     | Secret Combination    | 3º                |
| 2009                                    | Sakis Rouvas                 | This Is Our Night     | 7º                |
| 2010                                    | Giorgos Alkaios & Friends    | OPA!                  | 8º                |
| 2011                                    | Loukas Giorkas & Stereo Mike | Watch My Dance        | 7º                |
| 2012                                    | Eleutheria Eleutheriou       | Aphrodisiac           | 17º               |
| Nessuna edizione dal 2013 al 2016**     |                              |                       |                   |
| 2017                                    | Demy                         | This Is Love          | 19º               |
| Nessuna edizione dal 2018***            |                              |                       |                   |

*Nel 2004 Sakis Rouvas con Shake It è stato selezionato direttamente dall'emittente televisiva.
**Nel 2013 il concorso è stato organizzato da MAD TV, che ha continuato anche per le edizioni 2014 e 2015 (a causa della chiusura dell'ERT), mentre nel 2016 l'emittente ha selzionato il rappresentante internamente (gli Argo con Utopian Land).
***Una finale nazionale era inizialmente prevista per il 16 febbraio 2018 (poi spostata al 22), ma la squalifica di quattro dei cinque concorrenti partecipanti ha reso Yianna Terzī con Oneiro mou l'unica possibile rappresentante.